# Thomas Brezina

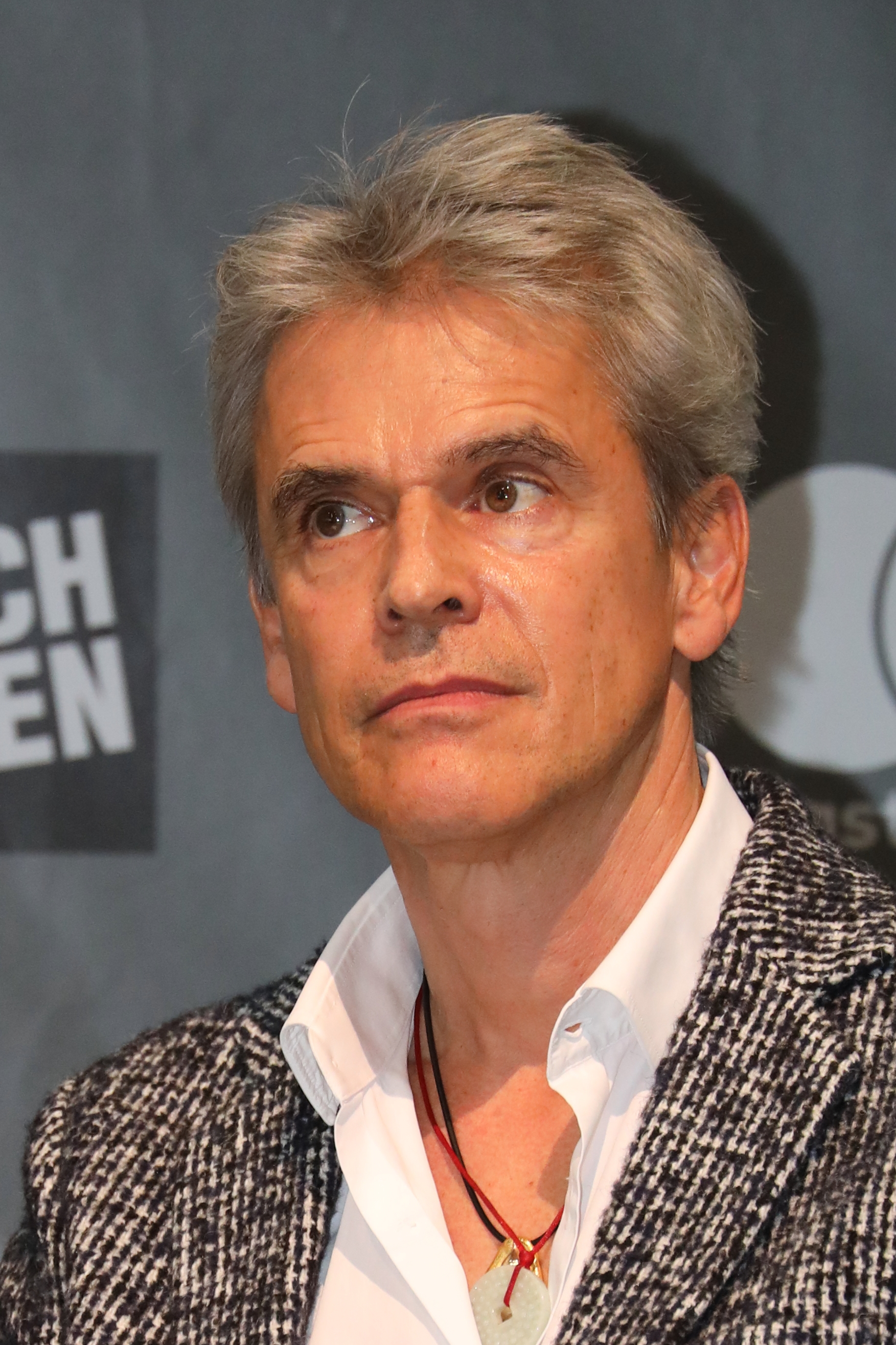
Thomas Brezina (2018)

Thomas Conrad Brezina (* 30. Jänner 1963 in Wien) ist ein österreichischer Kinder- und Jugendbuchautor, Drehbuchautor, Fernsehmoderator und Produzent. Er ist vor allem durch seine Buchreihen Die Knickerbocker-Bande, Ein Fall für dich und das Tiger-Team sowie die Reihe Tom Turbo und die dazugehörige Fernsehserie bekannt geworden.

## Leben

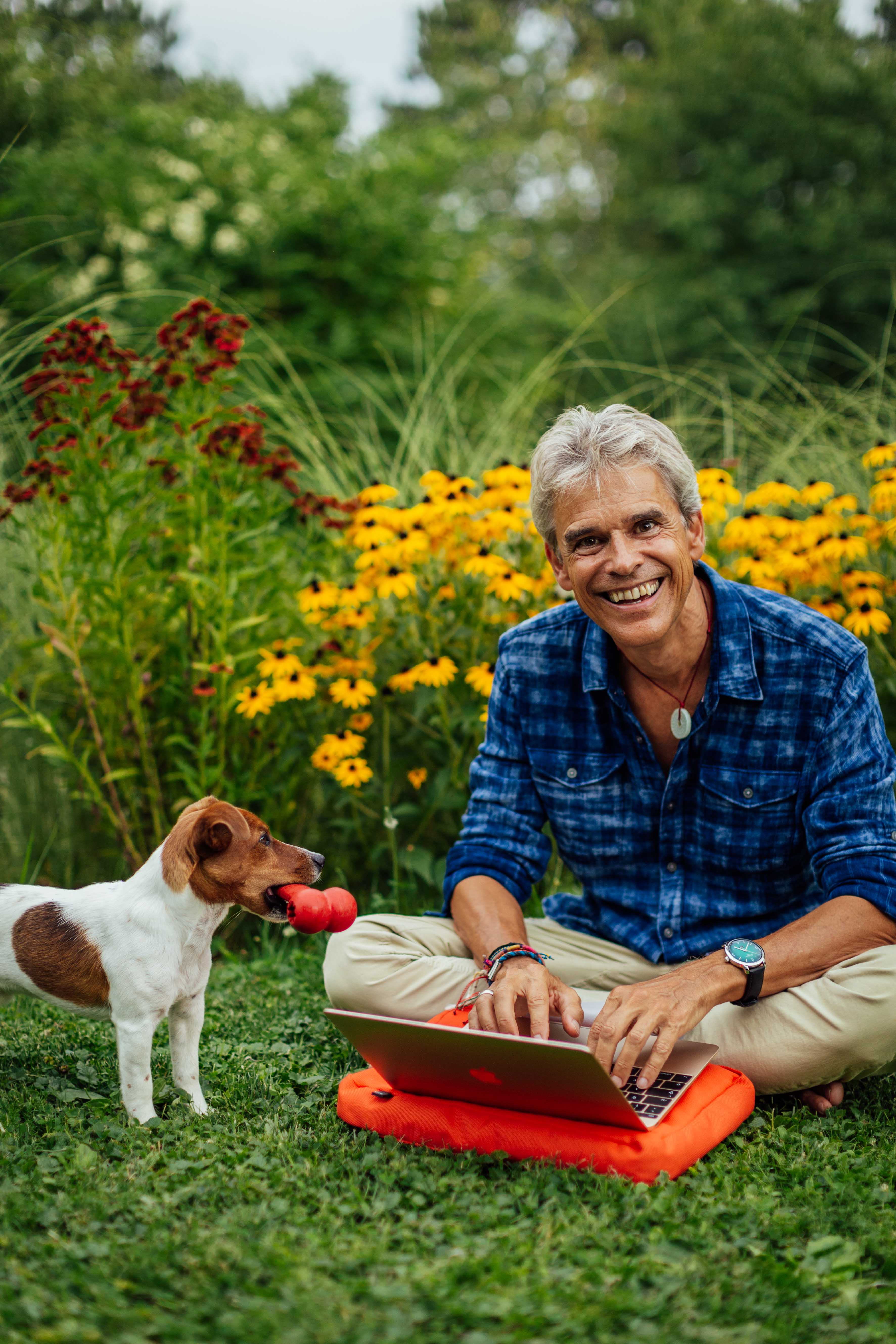
Thomas Brezina mit Hund Joppy (2018)

Brezina wuchs in Wien-Simmering auf. Seine Vorfahren lebten unter anderem in den Simmeringer Bezirksteilen Kaiserebersdorf und Albern. Bereits während seiner Schulzeit betätigte sich Brezina als Autor und erhielt 1978 den „Großen Österreichischen Jugendpreis“ für seine Drehbücher zur Puppenfernsehserie „Tim, Tom und Dominik“. In weiterer Folge begann er als Puppenspieler bei Arminio Rothstein, besser bekannt als Clown Habakuk, und spielte dort unter anderem den Zauberer Tintifax.
Brezina schrieb Gutenachtgeschichten und Hörspiele für das Radio und begann schließlich als Regieassistent für Sendungen wie Am dam des, eine Kindersendung des Österreichischen Rundfunks (ORF). In weiterer Folge wurde Brezina ständiger Mitarbeiter beim ORF als Redakteur, Regisseur und schließlich Moderator für Kinder- und Jugendsendungen.
Im Jahr 1990 gelang ihm der Durchbruch als Autor von Kinder- und Jugendbüchern mit der Buchreihe Die Knickerbocker-Bande. Drei Jahre später folgte mit Tom Turbo eine Detektivserie über das tollste Fahrrad der Welt, aus der auch eine interaktive Detektivsendung im ORF entstanden ist. Seit 2008 ist er verantwortlich für okidoki, das Kinderprogramm des ORF.
Brezina lebt in Wien und London. Der Großteil seiner Bücher ist in London entstanden. Privat engagiert sich der Autor karitativ für benachteiligte Kinder und wurde 1996 offizieller Botschafter von UNICEF Österreich. Zu seinem 50. Geburtstag übernahm er eine Kinderpatenschaft im Rahmen von „Licht für die Welt“ und engagiert sich als Testimonial für die Volkshilfe Österreich.
In der Ö3-Radiosendung „Frühstück bei mir“ mit Claudia Stöckl am 12. November 2017 gab Brezina bekannt, dass er seinen Lebensgefährten Ivo Belajic im Juni 2016 in London geheiratet hat.

## Werke

### Bücher
Insgesamt schrieb Brezina 600 Bücher (Stand: Februar 2023), die teilweise in über 35 Sprachen übersetzt wurden. Über 70 Millionen verkaufte Bücher machen ihn zu einem der erfolgreichsten deutschsprachigen Kinder- und Jugendbuchautoren.
Durch seine Arbeit an verschiedensten Drehbüchern bekam Brezina das Angebot, Bücher zu schreiben. 1990 gelang ihm der Durchbruch als Kinder- und Jugendbuchautor mit der Buchreihe Die Knickerbocker-Bande. Die Krimiserie diente 1995/1996 als Vorlage für ein Musical, ein Theaterstück, einen Film und eine Fernsehserie. Drei Jahre später schuf er Tom Turbo, das „tollste Fahrrad der Welt“, dessen Buchreihe und interaktives Fernsehformat seit mittlerweile 20 Jahren laufen.
Es folgten weitere Buchreihen wie Sieben Pfoten für Penny, No Jungs! Zutritt nur für Hexen! oder Ein Fall für dich und das Tiger-Team. Mit dem Tiger-Team konnte Thomas Brezina auch international und insbesondere in China Erfolge feiern. Thomas Brezina schreibt auch Serien, die sich gezielt nur an Jungen oder nur an Mädchen wenden.
Die Bücher von Brezina sind Grundlage für Kino- und Fernsehfilme (Die Knickerbocker-Bande: Das sprechende Grab, Tom Turbo – Von 0 auf 111), Theaterstücke, Musicals (zum Beispiel Ritter Rups und der Pirat Kartoffelsalat), Hörspiele und interaktive Videospiele. Des Weiteren war er an der Konzeption von Lehrbüchern beteiligt, wirkte als Autor und Präsentator bei einer Reihe von Schulvideos über berühmte Komponisten mit und schrieb eine interaktive Kunstbuchreihe für Kinder (Museum der Abenteuer). Zuletzt erschienen die Reihen Ein MINI-Fall für Dich und das Tiger-Team (eine Adaption des Tiger-Teams für jüngere Leser) und Liz Kiss (eine Mädchenreihe über eine Ninja-Superheldin).
Im Frühjahr 2017 gab Brezina auf seiner Facebook-Seite bekannt, einen neuen Fall der Knickerbocker-Bande zu schreiben, der sich speziell an die ehemaligen Leser richten solle. Die Handlung spielt dabei 20 Jahre nach Ende des letzten Bandes und die vier Mitglieder der Bande sind nun selbst erwachsen. Unter Einbindung seiner Facebook-Fans entstand so das erste Erwachsenenbuch von Brezina, das am 9. November 2017 erschien. Bereits eine Woche nach dem Erscheinungstermin, am 15. November 2017, stieg das Buch auf Platz 1 der Bestsellerliste des Hauptverbandes des österreichischen Buchhandels im Bereich Belletristik ein. Am 20. September 2018 erschien der zweite Teil der Erwachsenenreihe unter dem Namen „Schatten der Zukunft“; erneut bat Brezina via Facebook und Instagram um die Unterstützung seiner Fans in der Entstehung des Buchs. Die Handlung des zweiten Teils spielt großteils in London.
Im Herbst 2018 erschien im Buchverlag edition a mit „Tu es einfach und glaub daran“ erstmals ein Sachbuch von Thomas Brezina. Das Buch bringt dem Leser mittels kurzer, teils autobiographischer Kapitel Tipps und Tricks zum Thema Freude und glücklicherem Leben näher. Für sein erstes Sachbuch wurde Brezina das goldene Buch vom Hauptverband des österreichischen Buchhandels verliehen.
Im Februar 2019 erschien im selben Verlag „Die Freude-Notfall-Apotheke“ mit 21 Dingen, die bei Freudemangel helfen.
Im November 2019 veröffentlichte Thomas Brezina bei edition a seinen ersten Liebesroman Liebesbrief an Unbekannt. Im Buch geht es um eine verzweifelte junge Dame, die beginnt, Liebesbriefe an einen unbekannten Empfänger – ihren Traummann – zu schreiben. Nach einer Woche lag das Buch auf Rang zwei der Bestsellerliste des Hauptverbandes des österreichischen Buchhandels, wo es sich über 10 Wochen lang in den Top 10 halten konnte.
Während der COVID-19-Pandemie veröffentlichte Thomas Brezina ein E-Book mit dem Titel „Auch das geht vorbei – glücklich bleiben in schweren Zeiten“ zum Gratisdownload. Kurz nach dem ersten Lockdown in Österreich veröffentlichte Brezina das Buch „Die 7,7 Geheimnisse des Glücks“, einen Ratgeber, in dem er beschreibt, wie man ein erfülltes und glückliches Leben führen kann. Im November 2020 erschien zudem mit „Erfolg ist, wenn du's trotzdem schaffst“ das erste Buch, bei dem sich der Autor zum Thema Erfolg positioniert und sich auch zu seinen eigenen Erfolgen äußert.
Im Februar 2021 präsentierte er gemeinsam mit Sonja Klima sein Buch „Der Zauber-Lipizzaner“ in der Spanischen Hofreitschule. Das Kinderbuch erforscht die Geschichte der berühmten Lipizzaner und schaffte es auf die Titelseite der Kronen Zeitung.
Kurz vor Ostern 2021 erschien das laut eigener Aussage bisher anspruchsvollste Werk von Thomas Brezina: Die „Bibel in Reimen“. Präsentiert wurde das Buch am 26. März 2021 gemeinsam mit Toni Faber im Wiener Stephansdom – aufgrund der COVID-19-Pandemie waren nur Journalisten zugelassen. Neben Toni Faber wurde Thomas Brezina bei der Recherche und der Entstehung von Pablo Tambuscio illustrierten Werks auch von einem Expertenteam des Erzbischöflichen Amts für Schule und Bildung der Erzdiözese Wien unterstützt. Das Buch war im April 2021 auf dem ersten Platz der Sachbuch-Bestsellerliste in Österreich.

### TV
Brezina war an der Entstehung von über 40 Fernsehformaten beteiligt, teils als Autor, Produzent oder Moderator. Hauptsächlich finden sich die Sendungen im Programm des ORF, werden aber auch auf TV Educasi, Al Jaazera Children, Arte, DaVinci Learning, Nick, Sat.1 und Super RTL ausgestrahlt. Jahrelang schrieb er die Drehbücher für die Verkehrserziehungssendung Helmi. Als Moderator war Brezina unter anderem in den Fernsehformaten Am dam des, Kinder-Wurlitzer, Tele-Stick, Vif-Zack, Vier gewinnt, Unternehmen Octopus, Mini Quiz, Die Rätselburg, Spielegalaxie, Drachenschatz und Forscherexpress zu sehen. Zu seinen in Österreich bekanntesten Sendungen gehört die von ihm konzipierte Kinderkrimiserie Die heiße Spur / Tom Turbo / Tom Turbo Detektivclub, die seit 1993 regelmäßig im Kinderprogramm des ORF läuft.
Seit 2008 ist Brezina verantwortlich für okidoki, das Kinderprogramm des ORF. Im Rahmen von okidoki moderierte Thomas Brezina beispielsweise Trickfabrik, 7 Wunder und Genau, so geht’s. Er ist auch in die Konzeption von Serien involviert, die zwar im Rahmen von okidoki entstanden sind, aber auch bei Partnersendern wie KIKA ausgestrahlt werden. Das Flaggschiff darunter ist aktuell der ABC-Bär, bei dem Kinder spielerisch beim Lesenlernen unterstützt werden. Seit Sommer 2016 wurde die Sendung um englischsprachige Elemente erweitert, um zusätzlich das Lernen neuer Sprachen zu unterstützen.

### Weitere Projekte
Abseits von Buch, Film und Fernsehen hat Brezina Veranstaltungsreihen für Kinder ausgerichtet, wie zum Beispiel den Wien-Detektiv, eine Gratisbuch-Aktion der Stadt Wien für Kinder zwischen 6 und 12 Jahren, die Brezina zusammen mit der damaligen Wiener Vizebürgermeisterin Grete Laska gestartet hatte. Ziel der Aktion war es, die Leselust der Kinder zu wecken und sie dazu anzuregen, ihre Stadt besser kennenzulernen. Das erste Spiel startete 2004 mit der Gratisbuch-Aktion Das Gold des Basilisken. Im Buch, das ein Sonderband der Ein Fall für dich und das Tiger-Team-Serie ist, war ein Rätsel, mit dessen Hilfe man ein Codewort knacken konnte, mit dem man sich wiederum auf der Internetseite des Projektes registrieren und jede Woche Preise gewinnen konnte. Die Wochensieger traten im Oktober 2004 gegeneinander im Finale an. Der Sieger durfte ein Wochenende in London verbringen und mit Thomas Brezina das Sherlock-Holmes-Museum besichtigen. Das Spiel wurde im Jubiläumsjahr 2005 (60 Jahre Zweite Republik) fortgesetzt. Das neue Buch von Thomas Brezina, das die Nachkriegsjahre in Wien, 50 Jahre Staatsvertrag und 60 Jahre Kriegsende thematisiert, hieß Der Schatz des lieben Augustin. Wie im Jahr zuvor wurden 50.000 Gratisbücher an die Wiener Kinder verteilt. Dadurch, und durch das Internet-Spiel zwischen Ende März/Anfang April und Ende Juni, sollte Wien für Kinder erlebbar werden. Das Finale fand mit einer Preisverleihung anlässlich der Kinder-Gratisbuchaktion durch Vizebürgermeisterin Grete Laska und Thomas Brezina am 9. September 2005 in der Gasometer-City statt.
Gemeinsam mit Gerhard Krammer hat Brezina vier Musicals über Rups, den kleinen Ritter, für das Familienfestival Forchtenstein Fantastisch auf Burg Forchtenstein geschrieben, die insgesamt sieben Jahre aufgeführt wurden.
Die Tourismusregion Serfaus–Fiss–Ladis bietet einen Erlebniswanderweg für Kinder an, der von Brezina entworfen wurde. Das Programm „Abenteuerberge“ umfasst drei Wanderwege, auf denen Kinder mit einer speziellen Ausrüstung verschiedene Rätsel lösen können.
Für den Wiener Stephansdom hat Brezina einen Audioguide für Kinder kreiert, der die Vergangenheit des Domes altersgerecht präsentiert.
Im Jahr 2017 wurde am Flughafen Wien-Schwechat das Besucherzentrum, eine multimediale Erlebniswelt für Groß und Klein, bei der man das Geschehen auf dem Flughafen und in der Luftfahrt erforschen kann, eröffnet. Es wurde unter anderem von Thomas Brezina gestaltet.
Im Juli 2019 wurde die App „Zooabenteuer von und mit Thomas Brezina“ im Tiergarten Schönbrunn präsentiert. Die Applikation ist für iOS- und Android- Smartphones kostenlos verfügbar und führt den Nutzer auf unterschiedlichen Touren wie den „Lieblingstieren von Thomas Brezina“ angeleitet von dem Bestseller-Autor durch den Tiergarten Schönbrunn.
Im Dezember 2020 wurde der „Winter Wunder Wald“ von Thomas Brezina in Villach eröffnet. Am Gelände des ehemaligen Park-Hotels wurden die Bäume mit 150 dreidimensionalen Leuchtobjekten nach den Ideen von Thomas Brezina behängt.

## Werke und Buchserien (Auswahl)

### Buchserien

#### Alle meine Monster
1. Das Geheimnis der grünen Geisterbahn
2. Der sprechende Fußball
3. Gruseln auf dem Stundenplan
4. Ferien im Spukhotel
5. Unternehmen Schwesternschreck
6. Das Skelett im Jet
7. Grüße aus dem Geisterschloss
8. Familie Fürchterlich
9. Spuk in der Schule
10. Geisterschiff Ahoi!

Siehe auch Alle meine Monster

#### Bronti Supersaurier
1. Im Land der Dinosaurier
2. Hier kommt Bronti
3. Hurra, ich bin da
4. Sturzflug in die Saurierzeit
5. Der rostige Ritter
6. Pirat Grüngesicht
7. Der Super Kraft Karotten Saft
8. Gute Nacht Geschichten
9. Meine lustigen Saurier Ferien
10. Bronti, der Zahnweh Vampir
11. Ich düse ins All
12. Überraschung im Schnee
13. Mein lustiger Geburtstag
14. Wo ist der Kuschelelefant
15. Das grüne Nashorn
16. Ich stelle alles auf den Kopf
17. Meine tollen Abenteuer
18. Bronti, der Schulsaurier

Siehe auch Bronti Supersaurier

#### Chili und die Stadtpiraten
1. Magischer Kompass
2. Dunkle Wege
3. Uralte Geheimnisse[49]

#### Dein großes Abenteuer
1. Im Reich der Wale
2. In der Ritterburg
3. Im Weltall
4. Bei den Indianern
5. Bei den Dinosauriern[50]

#### Drachenherz
1. Kampf um das Drachenschwert
2. Der Fluch des blinden Magiers
3. Angriff der steinernen Ritter
4. Gefangen in der Feuerfestung
5. Der Kämpfer im Ewigen Eis
6. Die Schlacht am Teufelsberg
7. Der Rache der Eisernen Raben
8. Die dunkle Kraft des Silberpfeils
9. In den Fängen des Greifs
10. Das Turnier der Schwarzen

Sammelband: Das letzte Turnier

#### Ein Fall für dich und das Tiger-Team
1. Im Donner-Tempel
2. Der Pferde-Poltergeist
3. Das Geisterflugzeug
4. Die Ritter-Robots
5. An der Knochenküste
6. Der Fluch des Pharaos
7. Der Albtraum-Helikopter
8. Unsichtbare Ungeheuer
9. Der Teufels-Dampfer
10. Die Monster-Safari
11. Die Gruselgondel
12. Der Totenkopf-Helm
13. Lichter im Hexenmoor
14. Das Mumienauto
15. Die Krallenhand
16. Das vergessene Verlies
17. Piraten aus dem Weltraum
18. Feuerauge – streng geheim!
19. Der Reiter ohne Gesicht
20. Das Geheimnis der Grauen Villa
21. Das Phantom auf dem Fußballplatz
22. Die Feuer speiende Maske
23. Verschwörung am Höllenstein
24. Die Nacht der Ninjas
25. Die Internet-Banditen
26. Der Saurier-Friedhof
27. Geheimauftrag für einen Vampir
28. Der Geist im Klassenzimmer
29. Das Schwert des Samurai
30. Im Palast der silbernen Panther
31. Schatzjagd am Biberfluss
32. Die Festung der Haie
33. Das verbotene Labor
34. Das Drachentattoo
35. Das unheimliche Foto
36. Die weiße Frau
37. Das Piraten-Logbuch
38. Die Stunde des Hexenmeisters
39. Die Insel der Geistergorillas
40. Geheimtreff Schule – Mitternacht
41. Der Goldschatz des Gladiators
42. Der Sportstar aus dem Monsterreich
43. Der Dämon aus der Wunderlampe
44. Der Schlangenfisch
45. Das Gift des roten Leguans
46. Der Leuchtturm auf den Geisterklippen
47. Der kleine Gruselladen
48. Der Ruf der Goldeule
49. Die Wüste des Schwarzen Riesen
50. Das Buch aus Atlantis

Siehe auch Ein Fall für dich und das Tiger-Team

#### Geheimauftrag für dich, Mark Mega und Phantom
1. Verschollen im Dämonendreieck
2. Das Tal der heulenden Höhlen
3. Monster in der Tiefe
4. Gefangen im Horrorland
5. Rallye durch die Todeswüste
6. Hochhaus des Schreckens
7. Die Vulkan-Verschwörung
8. Die Festung des Doktor E.X.
9. Verrat bei der Formel 1
10. Schreie im Schneesturm
11. Entführt von einem UFO
12. Am Fluss der Krokodile
13. Der Fluch des giftigen Goldes
14. Geheimaktion Superhai
15. Angriff aus dem Weltraum
16. Verschwunden im Internet
17. Die Stadt der Mumien
18. Das gefährlichste Spiel der Welt[53]

Jagd nach dem schwarzen Diamanten (Sonderband)
Abenteuer-Handbuch (Sonderband)

#### Geheimhund Bello Bond
1. Wer macht Jagd auf Null-Null-Wuff?
2. Wer kann mit Pferden reden?
3. Wer hat das Fohlen Pharao entführt?
4. Wer kreischt im leeren Käfig?
5. Wer rettet den Streichelzoo?
6. Wer jagt den Buckelwal?
7. Wer hat das weiße Pony gesehen?
8. Wer ist der Katzenmann?
9. Wer kennt den Geisterdelfin?
10. Wer ist der Robbenräuber?
11. Der Fall Goldknochen

Siehe auch Geheimhund Bello Bond

#### Grusel-Club
1. 13 Stunden in der Geisterbahn
2. Der Mann mit den eisblauen Augen
3. Das unsichtbare Biest
4. Der Geist aus dem Dschungel
5. Der Vampirsarg
6. Die Rückkehr der Titanic
7. Allein auf der Grabsteininsel
8. Das Versteck des letzten Werwolfs
9. Tief unter der Schule
10. Die Nacht der wandelnden Mumien
11. Wenn der graue Nebel kommt
12. Das Monsterhaus
13. Die Zombiehöhle
14. Der echte Dr. Frankenstein
15. Was geschah im Schloss des Schreckens?
16. Das Geheimnis der Geisterwölfe
17. Der Junge aus dem Jenseits
18. Schreckensnacht im Spukhotel
19. Anruf aus dem Geisterreich
20. Der Lehrer aus Transsylvanien
21. Graf Drakulas Geheimversteck
22. Das Ungeheuer im Drachensee
23. Das Paket aus Transsilvanien

Siehe auch Grusel-Club

##### Zeitspringer (Grusel-Club Spin-off)
1. Zurück zu den Sauriern
2. Die Rüstung des Schwarzen Prinzen
3. Unter der Piratenflagge
4. Der Kraftstein des Wikingers[56]

#### Hot Dogs – Starke Jungs – Streng Geheim!
1. Schwestern und andere Außerirdische
2. Gute Noten sind gefährlich
3. Zimmer aufräumen verboten
4. Voll verrückte Ferien
5. Geheimsache fliegendes Furzkissen
6. Der Hausaufgabenhai
7. Der wildeste Witz der Welt
8. Die Lehrer-Fernsteuerung

Siehe auch Hot Dogs – Starke Jungs – Streng Geheim!

#### Kicherhexen Club
1. 1, 2, 3, es beginnt die Hexerei!
2. Hilfe! Hexenbesen im Klassenzimmer!
3. Hallo, süßer Hexenhund!
4. Hexentorte zum Geburtstag
5. Hexenspuk und Schlafsackparty
6. Auweia, Frau Hexenlehrerin![58]

#### Die Knickerbocker-Bande
1. Rätsel um das Schneemonster
2. Ein UFO namens Amadeus
3. Lindwurmspuk vor Mitternacht
4. Wenn die Turmuhr 13 schlägt
5. Bodenseepiraten auf der Spur
6. Das Phantom der Schule
7. Die Tonne mit dem Totenkopf
8. Wo ist der Millionenstorch?
9. Treffpunkt Schauermühle
10. Der Fluch des schwarzen Ritters
11. Die Nacht der Weißwurst-Vampire
12. Schokolade des Schreckens
13. Der Ruf des Grusel-Kuckucks
14. Jagd auf den Hafenhai
15. Das Zombie-Schwert des Sultans
16. SOS vom Geisterschiff
17. Die Rache der roten Mumie
18. Kolumbus und die Killerkarpfen
19. Die Gruft des Baron Pizza
20. Insel der Ungeheuer
21. Frankensteins Wolkenkratzer
22. Der tätowierte Elefant
23. Die Drachen-Dschunke
24. Der weiße Gorilla
25. Der grüne Glöckner
26. Im Dschungel verschollen
27. Im Tal der Donnerechsen
28. Titanic, bitte melden!
29. Der eiskalte Troll
30. Im Reich des Geisterzaren
31. Der Bumerang des Bösen
32. Kennwort Giftkralle
33. Das Riff der Teufelsrochen
34. Das Geheimnis der gelben Kapuzen
35. Der Geisterreiter
36. Im Wald der Werwölfe
37. Die giftgelbe Geige
38. Das Haus der Höllensalamander
39. Das Biest im Moor
40. Die Maske mit den glühenden Augen
41. Die Hand aus der Tiefe
42. 13 blaue Katzen
43. Die rote Mumie kehrt zurück
44. Die Höhle der Säbelzahntiger
45. Der Mann ohne Gesicht
46. Hinter der verbotenen Tür
47. Das Phantom der Schule spukt weiter
48. Der unsichtbare Spieler
49. Es kam aus dem Eis
50. Der Schrei der goldenen Schlange
51. Der Schatz der letzten Drachen
52. Das Wesen aus der Teufelsschlucht
53. Das Diamantengesicht
54. Das Gold des Grafen Drakul
55. Der Taucher mit den Schlangenaugen
56. Das Geheimnis des Herrn Halloween
57. Das Internat der Geister
58. Der Computer-Dämon
59. Der Turm des Hexers
60. Das Amulett des Superstars
61. Wenn der Geisterhund heult
62. Das Mädchen aus der Pyramide
63. Spuk im Stadion (Der Fall mit dem 5. Mitglied der Knickerbockerbande)
64. Im Bann des Geisterpiraten
65. Die Monstermaske der Lagune
66. Der Meister der Dunkelheit
67. Der Spinnenmagier
68. (Serie #2 2.) U-Bahn ins Geisterreich
69. (Serie #2 3.) Der Panther im Nebelwald
70. Die Nacht des T-Rex
71. (Knickerbocker4immer) Alte Geister ruhen unsanft
72. (Knickerbocker4immer) Schatten der Zukunft
73. (Knickerbocker4immer) Der Tote in der Hochzeitstorte

Siehe auch Knickerbocker-Bande
Knickerbocker-Bande Junior

#### Kolumbus und du
1. Das Amulett des Pharao
2. Der Schatz des Schwarzen Hais
3. Der Geisterritter von Bärenfels
4. Die unglaubliche Saurier-Safari[61]

#### Museum der Abenteuer
1. Wer knackt den Leonardo-Code?
2. Wer findet Vincents Farbenschatz?
3. Wer öffnet die 7 Siegel des Michelangelo?
4. Wer löst das große Rembrandt-Rätsel?
5. Wer entdeckt das Geheimnis im Garten Monets?

Siehe auch Museum der Abenteuer

#### No Jungs
1. Zwei allerbeste Feindinnen!
2. Wie man Brüder in Frösche verwandelt
3. Der verflixte Liebeszauber
4. Lehrer verhexen? Kein Problem!
5. Mehr Pep für Mam!
6. Unsere total normal verrückte Familie
7. Hexen auf der Schulbank
8. Jetzt gibt’s Saures
9. Verhexte Ferien
10. He Paps, ich brauch mehr Taschengeld!
11. Die Austauschhexe
12. Ein Hund muss her!
13. Hexe hoch zu Ross
14. Schwesterherz, du spinnst!
15. Die Wilde-Weiber-Wahnsinns-Party
16. Der Peinliche-Eltern-Weghex-Zauberspruch
17. Wie hext man einen Superjungen?
18. Die Kicher-Chaos-Klassenfahrt
19. Der große Zickenzauber
20. Ups, ein Hexenbaby!
21. Wer wird Schönheitskönigin
22. Handy, Handy in der Hand
23. Hexen in der Hitparade
24. Hilfe, verknallte Verrückte!
25. Darf man Geisterjungen küssen?

Siehe auch No Jungs

#### Psst! Unser Geheimnis
1. Die Mitternachtsparty
2. Der unheimliche Verehrer
3. Der Schönheits-Zauber
4. Ein Monster namens kleine Schwester
5. Die geheimnisvolle Neue
6. Brav sein? Nein danke!
7. Der Speck muss weg
8. Immer diese Eltern!
9. Schießt die Jungen auf den Mond!
10. Schlechte Noten gehören verboten!
11. Schokoeis und Ketchup
12. Die Klavierquälerin
13. Brillenschlange und Zahnspangenziege
14. Her mit den flotten Klamotten
15. Die Schreckschraubentante
16. Was Spaß macht, ist verboten!
17. Ups, ist das peinlich!
18. Voll verknallt!
19. Hilfe, ich bin Prinzessin!
20. Gute Fee gesucht!
21. Traumrolle mit Traumprinz
22. Klassenfahrt mit Geisterkuss
23. Mädchen vor, noch ein Tor!
24. Ich krieg die Krise!
25. Die Lehrer-Fernbedienung
26. Die verknallte Mumie

Sonderband: Das streng geheime Tagebuch; Hilfe, liebes Tagebuch!; Voll verknallt
Siehe auch Pssst! Unser Geheimnis

#### Ritter von Rasselstein
1. Drachenblut und Wildschweinmut
2. Zauberschwert und Sturmwindpferd
3. Wundertrank und Geisterschrank
4. Roter Drache und grüne Rache[65]

#### Die Schatzsucher-Drillinge
1. Was vergrub John Silberhand?
2. Der unheimlichste Schatz der Welt
3. Was war an Bord der Baraccuda?
4. Das Geheimnis des Wikingerhelms
5. Die sieben Rätsel der Ritterrunde
6. Die geheime Grabkammer
7. Die Totenmaske des Pharaos
8. Die Schatzkarte aus dem Jenseits
9. Das verfluchte Gold der Titanic
10. Schatzjagd

Siehe auch Die Schatzsucher-Drillinge

#### Sieben Pfoten für Penny
1. Was ist schon ein Hundeleben?
2. Sturmwind darf nicht sterben
3. Freiheit für einen Delfin
4. Lasst den Bären leben!
5. Vorsicht Fallensteller!
6. Rettet den Ponyhof
7. Schluss mit Tierversuchen!
8. Robbenbaby in Gefahr
9. Ein Schwein zum Knutschen!
10. Gefährlicher Frühling
11. Ein Pferd im Badezimmer
12. Drei Welpen und ein Baby
13. So ein Affenzirkus
14. Falsche Freunde!
15. Eine Party für den Wal
16. Eine Katze namens Mozart
17. Das verschwundene Tagebuch
18. Eine coole Kuh
19. Mein Freund, der Wolf
20. Gorilla mit Geheimnis
21. Ein Fohlen-Frühling
22. Brüder und andere Katastrophen
23. Vier ausgeflippte Pinguine
24. Löwenstarke Freundinnen
25. Hilfe, meine Familie spinnt!
26. Nachhilfe für Elefanten
27. Verknallte Koalas (Ein Tierbaby kommt selten allein)
28. Pennys verrückte Tiershow
29. Verrat auf der Rennbahn
30. Liebesbriefe vom Känguru
31. Sprachkurs mit Delfinen
32. Beste Freundinnen und andere Ziegen
33. Picknick mit Wildpferden
34. Jungs und andere Esel
35. Pony verzweifelt gesucht!
36. Ein Pandababy zum Verlieben
37. Ich glaub, mich laust der Affe!
38. Zauberhafte Geheimnisse (Wilde Weihnachten)

Siehe auch Sieben Pfoten für Penny

#### Andere Jugendbücher
- 2002: Polo Pazifik, Ravensburger
- 2006: Katie Cat, SchneiderBuch verlegt durch Egmont, 3. Auflage, Köln 2006, ISBN 978-3-505-12288-0
- 2007: Amy Angel, SchneiderBuch verlegt durch Egmont, Köln 2007, ISBN 978-3-505-12376-4
- 2008: Leonie Lion, SchneiderBuch verlegt durch Egmont, Köln 2008, ISBN 978-3-505-12453-2 (Fortsetzung von Katie Cat)

#### Kaiserin Elisabeth ermittelt – Krimijahre einer Kaiserin
- 2021: Sisis schöne Leichen. Kaiserin Elisabeth ermittelt, edition a, Wien 2021, ISBN 978-3-99001-542-1
- 2022: Sisis Ball der Mörder. Kaiserin Elisabeths zweiter Fall, edition a, Wien 2022, ISBN 978-3-99001-607-7
- 2023: Sisis Nacht inkognito. Kaiserin Elisabeths dritter Fall, edition a, Wien 2023, ISBN 978-3-99001-689-3
- 2024: Sisis Gift aus Griechenland. Kaiserin Elisabeths vierter Fall, edition a, Wien 2024, ISBN 978-3-99001-749-4

#### Reime
- 2021: Die Bibel in Reimen: Sieh die Welt als großen Garten, wo Gottes Wunder auf dich warten!, Joppy, Wien 2021, ISBN 978-3-99001-466-0
- 2022: Eine Geschichte der Erde in Reimen: Alles fing mit dem Urknall an, Unglaubliches hat sich seit damals getan, Joppy, Wien 2022, ISBN 978-3-99001-609-1.
- 2022: Die Weihnachtsgeschichte in Reimen: Das Wunder einer dunklen Nacht hat uns Menschen Licht gebracht, Joppy, Wien 2022, ISBN 978-3-99001-611-4.
- 2023: Die Geschichte Österreichs in Reimen, Joppy, Wien 2023, ISBN 978-3-99001-693-0.

### Einzelbücher
- 2014: (zusammen mit Markus Hengstschläger) Warum nur Knallköpfe die Welt vor Killer-Klobrillen retten können, ecowin, Salzburg 2014, ISBN 978-3-7110-0057-6
- 2018: Tu es einfach und glaub daran: Wie du mehr Freude in dein Leben bringst, edition a, Wien 2018, ISBN 978-3-99001-284-0
- 2019: Blödsinn gibts nicht: Wie wir Kinder fürs Leben begeistern, edition a, Wien 2019, ISBN 978-3-99001-327-4
- 2019: Liebesbrief an Unbekannt, edition a, Wien 2019, ISBN 978-3-99001-336-6
- 2020: Die 7,7 Geheimnisse des Glücks: Dein Start in ein neues Leben nach COVID-19 und überhaupt, edition a, Wien 2020, ISBN 978-3-99001-389-2
- 2020: Erfolg ist, wenn du's trotzdem schaffst: Wie dich nichts und niemand stoppen kann, edition a, Wien 2020, ISBN 978-3-99001-453-0
- 2021: Der Zauber-Lipizzaner, Joppy, Wien 2021, ISBN 978-3-99001-406-6
- 2024: Aus für Strauss. Ein Johann-Strauss-Krimi, edition a, Wien 2024, ISBN 978-3-99001-769-2
- 2024: Ein Haus in den Wolken. 44 Träume, die Wirklichkeit wurden, edition a, Wien 2024, ISBN 978-3-99001-763-0
- 2025: Liebe ist niemals normal. edition a, ISBN 978-3-99001-828-6

## Hörbücher
- No Jungs! – Zwei allerbeste Feindinnen. Gelesen von Christian Schmidt, Nina Reithmeier, Stephanie Charlotta Koetz, Der Audio Verlag (DAV), Berlin, 2009, ISBN 978-3-89813-910-6 (Lesung, 1 CD, 79 Min.).
- No Jungs! – Mehr Pep für Mam. Gelesen von Christian Schmidt, Nina Reithmeier, Stephanie Charlotta Koetz, Der Audio Verlag (DAV), Berlin, 2010, ISBN 978-3-89813-982-3 (Lesung, 1 CD, 79 Min.).
- No Jungs! – Der verflixte Liebeszauber. Gelesen von Christian Schmidt, Nina Reithmeier, Stephanie Charlotta Koetz, Der Audio Verlag (DAV), Berlin, 2009, ISBN 978-3-89813-912-0 (Lesung, 1 CD, 79 Min.).
- No Jungs! – Wie man Brüder in Frösche verwandelt. Gelesen von Christian Schmidt, Nina Reithmeier, Stephanie Charlotta Koetz, Der Audio Verlag (DAV), Berlin, 2009, ISBN 978-3-89813-911-3 (Lesung, 1 CD, 79 Min.).
- No Jungs! – Lehrer verhexen? Kein Problem! Gelesen von Christian Schmidt, Nina Reithmeier, Stephanie Charlotta Koetz, Der Audio Verlag (DAV), Berlin, 2010, ISBN 978-3-89813-981-6 (Lesung, 1 CD, 79 Min.).

## Auszeichnungen
- 1978: Großer Österreichischer Jugendpreis
- 1992: Die Weiße Feder
- 1993: Ehrenbürgerschaft von Disneyland Paris
- 1993, 1995 und 1997: Steirische Leseeule
- 1994: Das goldene Buch (Buchhandelspreis)
- 2002: Goldenes Verdienstzeichen der Republik Österreich[68]
- 2003: National Book Award China
- 2004: Romy für die Sendung Forscherexpress[4]
- 2004: Kinder-Professor h. c. an der Universität Graz
- 2005: Andersen-Botschafter von Österreich
- 2006: Österreichischer Buchpreis Buchliebling 2006 Autor des Jahres
- 2006: Intermedia Globe Silver Award für seine Spieleshow „Drachenschatz“ beim WorldMedia Festival Hamburg
- 2009: Intermedia Globe Gold Award für „Voll stark!“
- 2010: Intermedia Globe Silver Award für „Trickfabrik“
- 2011: Intermedia Globe Gold Award beim WorldMediaFestival in Hamburg für die Wissenssendung „7 Wunder“
- 2013: Buchliebling – Buchmensch des Jahres[69]
- 2024: Goldenes Verdienstzeichen des Landes Wien[70]